# Weekend millionnaire
Week-end Millionnaire ou WEM, est un groupe de musique rock français, originaire de Toulouse, particulièrement actif de 1977 à 1983 puis en 1991-1992.

## Histoire
Le groupe est issu d'un autre groupe nommé Pêche Melba. Il a été fortement influencé par les groupes vocaux de la côte ouest. Le nom vient des paroles de la chanson  The Cinema Show de Genesis.
Le groupe signe son premier contrat chez WEA music en 1977. De cet album, le single "Où que tu ailles" (mai 1978) leur ouvre l'accès aux radios et télévision françaises. Ils jouent en première partie de la tournée d'Alain Chamfort. En février 79, sort le single Appelle moi/Hello qui bénéficie de nombreux passages sur les radios canadiennes. Le groupe assure la première partie de Nicolas Peyrac à L'Olympia toujours en 1979,.
En 1981, sort le single Autoroute A6/Quand tout s’en va. Deux singles sortent en 1982 : Pars/Profession DJ et Plus jamais seul/Dis lui. En 1991, une compilation de leurs titres sort. En 2011, c'est un coffret qui est édité, qui permet au groupe de se produire à nouveau, comme au Petit Journal Montparnasse en 2012.

## Composition
Le groupe est constitué en 1977 de, :
- Nicolas Gorodetzky (chant, guitare, clavier, flûte, saxophone, harmonica, percussions) ;
- Jean-Michel Navarre (chant, guitare, harmonica, percussions) ;
- Alain Thomas (chant, basse, guitare, clavier, percussions).

Nicolas Gorodetzky est devenu médecin urgentiste. Jean-Michel Navarre (1953-2021) a fait une carrière musicale au Canada dans les années 1980. Il décède d'un cancer le 23 janvier 2021,.

## Discographie

### Albums
- 1978 : Week-end Millionaire (WEA)
- 1980 : French Music par excellence (WEA)
- 1991 : Compilation French Music
- 1991 : Retour de croisière (WMD / Fnac Music)
- 2002 : Compilation Best of 78-92
- 2011 : Coffret Intégrale & more (Rhino)